# 유나이티드 패션즈
《유나이티드 패션즈》(영어: United Passions)는 2014년 공개된 프랑스의 드라마 영화이다. 국제축구연맹(FIFA)이 90%의 제작비를 지원한 영화로 제프 블라터의 전기 영화이다. 흥행에 참패하였을 정도로 사상 최악의 영화라는 혹평을 받고 있다.

## 출연

### 주연
- 샘 닐
- 제라르 드빠르디유
- 팀 로스

### 조연
- 피셔 스티븐스
- 토마스 크레취만
- 제미마 웨스트
- 제이슨 베리
- 마틴 자비스
- 안소니 히긴스
- 리처드 딜렌
- 브루스 맥키논
- 세르주 하자나비시우스
- 벤 노스오버
- 줄스 아벨 로젤